# Hildegrim van Châlons
Hildegrim van Châlons (ca. 750 - 827) was een benedictijn en bisschop van Châlons-en-Champagne vanaf 804 tot zijn dood. Hij is de broer van Liudger. Traditioneel wordt hij beschouwd als de eerste bisschop van Halberstadt, wat geleerden tegenwoordig niet meer geloofwaardig achten. Hij was zeer actief in het verspreiden van het christendom in het gebied van het bisdom. Vanaf 809 was hij ook abt van Werden.
Hij is een katholieke en orthodoxe heilige, die wordt herdacht op 19 juli.